# Vehicle Fac. Jabalpur
Vehicle Fac. Jabalpur là một thị trấn thống kê (census town) của quận Jabalpur thuộc bang Madhya Pradesh, Ấn Độ.

## Nhân khẩu
Theo điều tra dân số năm 2001 của Ấn Độ, Vehicle Fac. Jabalpur có dân số 11.956 người. Phái nam chiếm 52% tổng số dân và phái nữ chiếm 48%. Vehicle Fac. Jabalpur có tỷ lệ 88% biết đọc biết viết, cao hơn tỷ lệ trung bình toàn quốc là 59,5%: tỷ lệ cho phái nam là 91%, và tỷ lệ cho phái nữ là 84%. Tại Vehicle Fac. Jabalpur, 4% dân số nhỏ hơn 6 tuổi.